# 西道庵
西 道庵（にし どうあん、生没年不明）は、幕末明治期の医師。組合立人吉公立病院（現・人吉総合病院）を設立し、初代院長となった。

## 経歴
肥後国人吉藩出身。
藩費生として江戸遊学を命ぜられ、西洋医学を学ぶため、慶応2年（1866年）に鉄砲洲慶應義塾に入学。続いて佐倉藩の藩医・佐藤舜海に師事。明治3年(1870年）頃に人吉町西詰若宮に帰郷し、自宅で開業する。西南戦争で人吉が官軍と薩摩軍の戦場となると、人吉病院で治療に従事した。
明治11年(1878年)10月8日に「公立人吉病院」が老神町に設立されると、初代院長に就任。なお、当時本藩の無届出奔により平民になったものという。